# 新民路 (嘉義市)
新民路（Xinmin Rd.）為臺灣嘉義市南北向的重要道路之一。南以嘉義縣市界為界，往嘉義縣水上鄉；北以民族路和嘉雄陸橋為界，銜接中山路。其中民生南路以南至嘉義縣市界路段為縣道163號的一部分。

## 沿經行政區域
- 西區

## 車道配置
（由北至南）
- 嘉雄陸橋與民族路－南京路：雙向各二車道和各一機慢車道（內線禁行機慢車），並設置中央綠化安全島
- 南京路－嘉義縣市界：南向二車道並設置一機慢車道（內線禁行機慢車），北向二車道
  - 設置中央綠化安全島

## 沿途設施
（由北至南）
大眾運輸
- 嘉義市公車忠孝新民幹線（紅線）
  - 京城銀行（新民路）站
  - 嘉大新民校區站
  - 新民南京路口站
- 嘉義市公車樂活1路（含A線）
  - 安心醫院站
- 嘉義客運公路客運7207、7208、7213
  - 民生社區站（南向）

其他設施
- 嘉義市西區垂楊國民小學 （页面存档备份，存于）（垂楊路605號）
- 京城商業銀行興業分行（784號）
- 臺灣中小企業銀行嘉新分行（766號）
- 嘉義市第三信用合作社 （页面存档备份，存于）興嘉分社（706號）
- 將圳水綠園道
- 嘉義市立民生國民中學（601號）
- 國立嘉義大學新民校區（580號）
- 湖子內重劃區